# ديفيد إيفانز
ديفيد إيفانز (بالإنجليزية: David Evans)‏‏ (6 سبتمبر 1909 - 13 يونيو 1984) زميل الجمعية الملكية، هو عالم أحياء دقيقة بريطاني. حصل على ميدالية بوكانان عام 1977 لِدوره الرائد في التوحيد المعياري ومراقبة سلامة اللقاحات.

## التعليم
ترك إيفانز المدرسة الابتدائية في عام 1928م وقضى عامين في العمل مع "جمعية مزارعي القطن البريطانيين". ثم درس في جامعة مانشستر من عام 1930م وحتى عام 1933م، وتخرج منها بدرجة في الفيزياء والكيمياء. حصل على درجة الماجستير في العلوم عام 1934م ونال درجة الدكتوراه في عام 1938م.

## الأبحاث والعمل
في عام 1940، بدأ إيفانز العمل في المعهد الوطني للأبحاث الطبية في لندن.

## الجوائز والتكريمات
حصل على ميدلية القائد (CBE) وهي رتبة من هيئة أنشأها الملك جورج الخامس في 4 حزيران-يونيو 1917 رتبة الإمبراطورية البريطانية عام 1969 وسام عام 1977. ثم بعد ذلك تقاعد عام 1979.